# Peroxyde de zinc
Pour les articles homonymes, voir Zinc (homonymie).
Le peroxyde de zinc est  un composé chimique constituée d’un atome de zinc et de deux atomes d'oxygène.

## Description
Ce corps est un agent oxydant. Il est produit artificiellement par réaction chimique.
Il se présente sous forme d’une fine poudre blanche ou jaunâtre sans odeur et insipide (non comestible, irritant) 
Il se dissout dans les acides mais reste insoluble dans l’eau.
Le produit commerciale usuel contient 50 à 60 % de ZnO2, le reste étant du ZnO.

## Utilisation
Cet agent antiseptique est utilisé en pharmacie comme cicatrisant, et aseptisant contre les maladies de peau.
Le peroxyde de zinc est un puissant agent de polymérisation dans l'industrie du caoutchouc, favorisant la concaténation des chaînes, lors de la vulcanisation du caoutchouc ou des mélanges polymères.
Il est aussi utilisé dans l’industrie chimique pour les résines synthétiques ou comme comburant dans les explosifs.